# تاریخ یهودیان در لبنان

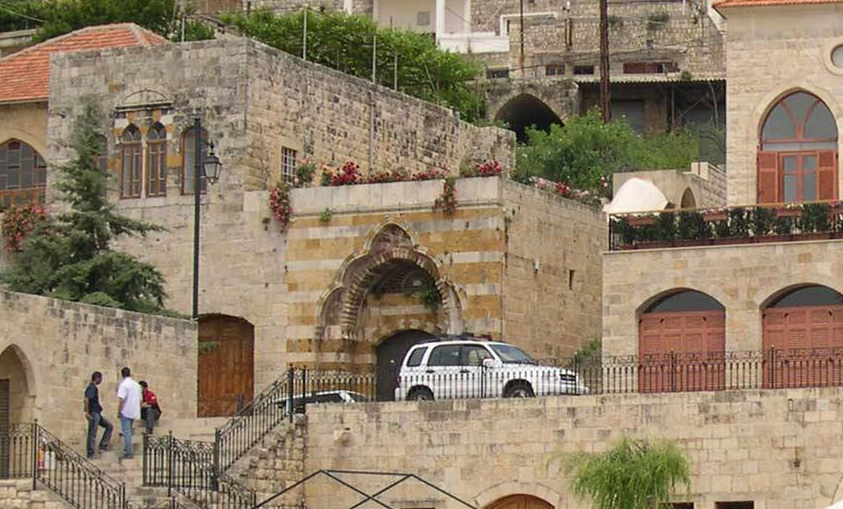
خانه ای مربوط به یهودیان لبنان

تاریخ یهودیان در لبنان به زمان عهد عتیق باز می‌گردد. یهودیان در سرزمینی که امروزه لبنان نامیده می‌شود از زمان دور ساکن بودند.

## در لبنان امروزی
بیشتر یهودیان لبنان، یهودیان سفاردی هستند که در اطراف بیروت ساکن هستند. جمعیت یهودی دیگری در سیدون و بعلبک نیز ساکنند. در لبنان امروزی حدود ۴۰ تا ۱۰۰ یهودی وجود دارد. بعد از جنگ داخلی لبنان در سال ۱۹۵۸ یهودیان لبنان در لبنان باقی ماندند و احساس نیز به مهاجرت نمی‌کردند؛ ولیکن بعد از جنگ شش روزه اعراب و اسرائیل در سال ۱۹۶۷ وضعیت یهودیان در لبنان بد شد. بعد از حمله اسرائیل به لبنان در سال ۱۹۸۲ مهاجرت یهودیان شدت گرفت. در بیروت محله یهودی وادی ابو جمال در درگیریهای بین مسیحیان و مسلمانان دچار صدمات زیادی شد. بیشتر یهودیان بعد از سال ۱۹۸۲ از لبنان مهاجرت کرده و به کشورهای فرانسه، ایالات متحده، کانادا، استرالیا و سوئیس رفتند. پاریس، نیویورک و ژنو دارای جمعیت زیادی از یهودیان لبنانی هستند. بعضی یهودیان لبنانی که به اسرائیل مهاجرت کرده بودند بعداً به عنوان ارتش اسرائیل بازگشته و در قسمتهای تحت کنترل اسرائیل ساکن شدند.

## در زمان عهد عتیق
در زمان پادشاهی اسرائیل لبنان و اسرائیل دو منطقه مجزا بودند. بر اساس کتاب مقدس منطقه‌ای که خداوند به دو قبیله نفتالی و اشر داده بود دارای بخشهایی از سرزمین لبنان تا سیدون در شمال بود. در زمان وجود پادشاهی اسرائیل (پادشاهی متحد) قلمرو این کشور تا این منطقه ادامه داشت. بعد از حمله آشوریان قبیله نفتالی اخراج شد. در عهد جدید عیسی در منطقه کوه هرمون عبور می‌کند که نشاندهنده حضور یهودیان در این منطقه است. بعد از شورش بارکوخبا، گروههای یهودی در لبنان شکل گرفت. معاویه یهودیان زیادی را در تریپولی لبنان سکونت داد.

## در قرن بیستم
در سال ۱۹۱۱ یهودیان زیادی از عراق، یونان، سوریه، ترکیه، مصر و ایران به لبنان مهاجرت کردند. در زمان حکومت فرانسویان در لبنان جمعیت یهودی قابل توجهی در لبنان وجود داشت که دارای اهمیت و قدرت زیادی بودند. در این زمان دو روزنامه یهودی یکی به زبان عربی به نام العالم الاسرائیلی و دیگری به زبان فرانسه تجارت لوانت چاپ شد. تا سال ۱۹۰۸ جمعیت یهودیان با مهاجرت یهودیان امپراطوری عثمانی از شهرهای مختلف نظیر ازمیر، سالونیکا، استانبول و بغداد زیاد شد. در سال ۱۹۲۹ مفتی اورشلیم از فلسطین اخراج شده و در لبنان ساکن شد. او سخنرانیهای شدیدی علیه یهودیان و انگلیسیها می‌کرد. با اینکه یهودیان در بیروت دارای امنیت بودند ولیکن دید مردم نسبت به آنها در خارج از بیروت بسیار منفی بود.

## بعد از سال ۱۹۴۷
با گسترش اختلاف میان اعراب و اسرائیل احساسات ضد یهودی در لبنان شدت گرفت. کنیسه اصلی بیروت در سال ۱۹۵۰ بمبگذاری شد. در این زمان بیشتر یهودیان از دولت کنار گذاشته شدند. بیشتر یهودیان لبنان صهیونیست بودند و موافق تشکیل کشور اسرائیل بودند؛ ولیکن بیشتر آنها دیدگاههای صهیونیستی خود را مخفی می‌کردند تا به خیانت متهم نشوند. در سال ۱۹۵۸ و در زمان جنگ داخلی لبنان، جمعیت یهودی لبنان حدود ۹۰۰۰ نفر بود. لبنان در این زمان تنها کشور عربی بود که جمعیت یهودی آن افزایش یافت؛ ولیکن از این زمان به بعد مهاجرت یهودیان از لبنان شدت یافت. در زمان جنگ شش روزه مهاجرت یهودیان شدت یافت. از این زمان و به دلیل مشکلات زیاد درون لبنان بیشتر یهودیان از لبنان مهاجرت کردند. در سال ۲۰۱۰ دولت لبنان اقدام به بازسازی کنیسه یهودیان به نام مغن ابراهیم کرد. این کنیسه چندین سال قبل در حملات اسرائیل خراب شده بود.